# Decapterus russelli
 Decapterus russelli és un peix teleosti de la família dels caràngids i de l'ordre dels perciformes.

## Morfologia
Pot arribar als 45 cm de llargària total i als 110 g de pes.

## Distribució geogràfica
Es troba des de les costes de l'Àfrica oriental fins al Japó, la Mar d'Arafura i Austràlia.